# Vito (Antabamba)
El pueblo de Vito es uno de los cuatro anexos principales dentro del distrito de Juan Espinoza Medrano en la provincia de Antabamba, Departamento de Apurímac, en el Perú.

## Origen del nombre
El vocablo Vito es una nominación española, antiguamente el pueblo se llamaba Huito. 

## Ubicación y extensión
La comunidad de Vito limita de la siguiente manera: Por el norte con el pueblo de Antilla, por el este con el pueblo de Matara y Mollebamba, por el oeste con la comunidad de Caraybamba, y por el sur con la comunidad de Silco.
Este pueblo se encuentra ubicado a una altitud de 2,851 m.s.n.m. Tiene extensión territorial de 5,875.625 hectáreas, y tiene 560 habitantes según el último censo. El 70% de su superficie territorial es accidentado debido a los cerros y quebradas, por tal motivo cuenta con un clima variado.
El pueblo se encuentra ubicado en la parte baja de las áridas laderas del cerro calvario, tiene dos calles principales: San Martín (janaycalle) y Grau (uraycalle) de extremo a extremo; cuatro calles o pasajes a ambos lados en forma transversal: Vista alegre, San Antonio, Chiripata y Lunarejo. En la entrada se encuentra la plaza de toros y el campo deportivo junto al cementerio.

## Recursos naturales

### Flora
Existen varios tipos de plantas como el molle, lloque. Carrizos. cabuyas, huarango, chachacoma, mague, chaman, tancar y la planta que identifica a vito el ccantu y el kishuar entre otras.

### Fauna
También hay numerosos animales silvestres tales como: vizcacha, puma, zorrillo, zorro, venados, taruca, vicuña, etc.; e innumerables aves.

## Historia
El origen de Vito, se remonta al pasado pre-inca. El territorio fue conquistado por los chankas, posteriormente por los incas y después por los conquistadores españoles sucesivamente. El 14 de mayo de 1946 ha sido reconocido por el estado oficialmente mediante la resolución suprema.

## Sitios de interés
- Huaccana pata (lugar de lágrimas) donde se hace la despedida de los que viajan a otros pueblos a buscar su destino.
- Cconopata es la salida hacia el sur donde antiguamente se despedía los arrieros que viajaban a Cusco y Arequipa.
- Alaymuska son asientos o apoyos de piedra de cal y canto ubicado al extremo de la plaza de Vito donde se reúnen un conjunto de amigos de toda generación para poder contarse sus vivencias y estar ahí hasta altas horas de la noche cantando, silbando, escuchando música, jugando etc.

## Festividades
- Fiesta de la Virgen de las Nieves: se celebra el 5 de agosto de cada año y la fiesta dura un promedio de diez días. La fiesta empieza con los capitanes que hacen su convido (invitación general al pueblo de platos deliciosos) al pueblo en general. El 3 de agosto es el adorno (limpieza general del pueblo) y día que empieza el campeonato ínter clubes organizado por la comunidad, y por la tarde los altareros y los prebostes se encargan de hacer la fiesta en la plaza con cantos y música cada altarero con su arpa y violín hasta la amanecida y minutos antes de las 5 de la mañana sale la Virgen de las Nieves a hacer su primer recorrido por toda las calles del pueblo.
- Navidad o Huaylia se realiza en homenaje al niño Jesús, se inicia el 23 de diciembre con el concurso ínter pueblos a nivel del distrito de Juan Espinoza Medrano, y por la tarde el llamado Sayari. El día 24 se le llama ese día Adoración, día de la proseción sacan el niño Jesús en su cuna y bien adornado al Belén; el día 25 es Pascuas, día central donde bailan desde muy temprano y todo el día y también sacan el niño del Belén; el 26 de diciembre es el día de la competencia de grupos; el día 27 es el Ayninacuy

### Otras fiestas destacadas
- 1 de enero es la fiesta del Varayoc
- Entre febrero y marzo se celebra el carnaval
- 25 de abril la fiesta de San Marcos (patrono de los vacas)
- 3 de mayo la fiesta de Mayura
- 29 de junio la fiesta de Mula Mayor o arriero
- 05 de Agosto Virgen de Las Nievez
- 30 de agosto la fiesta de Santa Rosa
- 15 de septiembre la fiesta de Curco Jayly

## YouTube
- video de huaylia 1 http://www.youtube.com/watch?v=uba6zA8ftrw
- video de huaylia 2 http://www.youtube.com/watch?v=QTYxa3VyyMM
- video de huaylia en vito http://www.youtube.com/watch?v=vBPnuvLeGQg

- Datos: Q5860747